# Култура на Чехия
Културата на Чехия е повлияна от богатото историческо наследство на страната и от съседните славянски и германски народи. През 1992 г. Прага влиза в списъка на ЮНЕСКО за историческо наследство със своите близо 2000 културни паметника.